# Jacinta van Lint
Jacinta van Lint (Albury, 27 marzo 1979) è un'ex nuotatrice australiana.

## Carriera
Ha fatto parte, anche se solo in batteria, della staffetta che vinto la medaglia d'argento nella 4x200m stile libero alle Olimpiadi di Sydney 2000.

## Palmarès
- Giochi Olimpici

Sydney 2000: argento nella 4x200m stile libero.
- Mondiali in vasca corta

Hong Kong 1999: bronzo nella 4x200m stile libero.